# Angadanan
Angadanan est une municipalité de la province d’Isabela, aux Philippines.